# Agave sileri
Agave sileri ist eine Pflanzenart aus der Gattung der Agaven (Agave) in der Unterfamilie der Agavengewächse (Agavoideae). Das Artepitheton sileri ehrt den US-amerikanischen Pflanzenliebhaber Major Arnold M. Siler aus Corpus Christi in Texas, der die Typusart sammelte.

## Beschreibung
Agave sileri vermehrt sich vegetativ durch Knospen aus den Achseln der Laubblätter der Rosetten oder aus Knospen aus dem kugelförmigen Rhizom. Ihre Wurzeln sind fleischig. Die ausgebreiteten, eiförmig-lanzettlichen, sukkulenten, brüchigen Laubblätter sind rinnig und wellig oder flach. Sie sind zu ihrer Spitze hin lang verschmälert. Ihre Spitze ist spitz und trägt ein mittelgroßes Spitzchen. Die hellgrüne, gefleckte, außer über den Flecken glauke Blattspreite ist 25 bis 29 (selten ab 14) Zentimeter lang und 2,2 bis 4,8 Zentimeter breit. Die großen, runden bis elliptischen Flecken sind dunkler grün oder braun und fließen meist zusammen, Die Blattränder weisen ein knorpeliges Band auf und sind winzig gezähnelt. Die unregelmäßig angeordneten, oft zurückgeschlagenen Zähne weisen unterschiedliche Größen auf. Die Reste der Blattbasis sind häutig und zerfallen nicht in Fasern.
Der „ährige“ Blütenstand erreicht eine Höhe von 240 bis 260 Zentimeter. Der dichte blütentragende Teil ist 28 bis 39,5 Zentimeter lang und trägt 27 bis 46 (selten bis 81) sitzende, fast aufrechte Blüten. Der ellipsoide Fruchtknoten ist 12 bis 20 (selten ab 10) Millimeter lang. Die Perigonblätter sind außen glauk-grün und innen gold-grün. Die breit glockenförmig-trichterförmige Blütenröhre weist eine Länge von 9 bis 15 (selten 7 bis 22) Millimeter auf. Die länglichen, zurückgebogenen Zipfel sind 10 bis 21 (selten ab 7) Millimeter lang. Der gerade Griffel überragt die Blütenröhre um 44 bis 66 (selten bis 95) Millimeter. Die keulenförmigen Narben sind dreikantig. Die Blütezeit reicht von April bis Juli.
Die länglichen Früchte sind 2,3 bis 3,1 Zentimeter lang und 1,6 bis 1,9 Zentimeter breit. Sie enthalten Samen von 5 bis 6 Millimeter Länge und 5 Millimeter Breite.

## Systematik und Verbreitung
Agave sileri ist im mexikanischen Bundesstaat Tamaulipas an offene Stellen auf Lehmboden verbreitet. 
Die Erstbeschreibung als Manfreda sileri durch Susan Verhoek wurde 1978 veröffentlicht. Joachim Thiede und Urs Eggli stellten die Art 1999 in die Gattung Agave.  Ein nomenklatorisches Synonym ist Manfreda variegata var. sileri Verh.-Will. (1975, nom. inval. ICBN-Artikel  29.1). 
Die Art gehört in die Untergattung Manfreda und wird dort der Manfreda-Gruppe zugeordnet.

## Nachweise